# Койнас (село)
Койнас — село в Лешуконском районе Архангельской области. Является административным центром и самым крупным населённым пунктом Койнасского сельского поселения (муниципальное образование «Койнасское»).

## Географическое положение
Село расположено на левом берегу реки Мезень, рядом с устьем одноимённого притока, ручья Койнасский. Ближайший населённый пункт Койнасского сельского поселения, деревня Усть-Кыма, расположена на расстоянии 11 км в северо-западном направлении. Расстояние до административного центра Лешуконского района, села Лешуконское, составляет 120 км.

## Климат
| Показатель                    | Янв.  | Фев.  | Март  | Апр.  | Май   | Июнь | Июль | Авг. | Сен.  | Окт.  | Нояб. | Дек.  | Год   |
| ----------------------------- | ----- | ----- | ----- | ----- | ----- | ---- | ---- | ---- | ----- | ----- | ----- | ----- | ----- |
| Абсолютный максимум, °C       | 4,3   | 4,9   | 14,3  | 25,5  | 31,7  | 34,9 | 36,0 | 34,3 | 27,3  | 19,9  | 8,8   | 5,1   | 36,0  |
| Средний суточный максимум, °C | −12,4 | −9,7  | −1,8  | 5,0   | 12,0  | 19,0 | 22,5 | 17,7 | 11,2  | 3,3   | −5,1  | −9,2  | 4,4   |
| Средняя температура, °C       | −16,4 | −14,2 | −6,9  | −0,8  | 5,9   | 12,8 | 16,3 | 12,4 | 7,1   | 0,8   | −7,9  | −12,9 | −0,3  |
| Средний суточный минимум, °C  | −20,7 | −18,6 | −11,8 | −6    | 0,7   | 7,2  | 10,8 | 8,1  | 4,0   | −1,5  | −10,9 | −17   | −4,6  |
| Абсолютный минимум, °C        | −51,8 | −52,2 | −45,1 | −32,4 | −19,2 | −5,6 | −1,2 | −6,4 | −10,8 | −27,8 | −42,8 | −51,5 | −52,2 |
| Норма осадков, мм             | 38    | 30    | 33    | 36    | 45    | 62   | 55   | 74   | 59    | 60    | 46    | 47    | 585   |
| Источник: «Погода и Климат»   |       |       |       |       |       |      |      |      |       |       |       |       |       |

## Население
| 2002 | 2010 | 2012 |
| ---- | ---- | ---- |
| 636  | ↘501 | ↘470 |

| Население                            | на 1 января 2010 года |
| ------------------------------------ | --------------------- |
| В возрасте до 16 лет                 | 47                    |
| Трудовые ресурсы (из них работающих) | 202 (188)             |
| Пенсионеры                           | 170                   |
| Всего                                | 502                   |
| Прибыло / выбыло (за год)            | 6 / 8                 |
| Родилось / умерло (за год)           | 4 / 15                |

## Инфраструктура
Жилищный фонд посёлка составляет 7,3 тыс. м², покинутые и пустующие дома — 21 % от общей площади жилищного фонда. Предприятия, организации и объекты социальной сферы, расположенные на территории села (со среднесписочной численностью работников) на 1 января 2010 года:
- филиал ОАО «Архоблэнерго» (18);
- ПО «Койнасское» (15);
- МОУ «Койнасская средняя общеобразовательная школа» (11);
- отдел культуры (6);
- метеостанция (5);
- отделение связи (5);
- ветеринарная станция (1) и др.

На территории населённого пункта расположен аэропорт Койнас, обеспечивающий транспортную связь с административным центром района и с г. Архангельск с помощью авиаперевозок. В зимнее время транспортная связь осуществляется при помощи частных автомобильных перевозок.